# Delfinio de Mileto
Delfinio (en griego antiguo: Δελφίνιον, en latín: Delphinium) o Santuario de Apolo Delfinio fue un antiguo santuario dedicado a Apolo Delfinio en Mileto, en Asia Menor, actual Turquía. Era uno de los santuarios más importantes de la ciudad, y estaba asociado con el culto a Apolo en Dídima.

## Historia
El emplazamiento de Delfinio había sido probablemente un santuario antes de la destrucción de Mileto por el Imperio aqueménida a finales del período arcaico en 494 a. C. Las fuentes literarias sugieren que hubo un Delfino en la ciudad no más tarde del 500 a. C. El primer santuario mejor conocido fue construido durante la reconstrucción de la ciudad a principios del período clásico en el 479 a. C. o poco después.
En su forma ruinosa, se construyó entre el periodo clásico y el helenístico, hacia 340-320 a. C.. La datación se basa en una inscripción  hallada en una de sus columnas, que puede datarse en estos años. Incluso después de esta fecha, el edificio seguía sufriendo modificaciones a finales del periodo helenístico. Las últimas adiciones importantes se realizaron durante el periodo romano, a mediados del siglo I d. C.
En el santuario se rendía culto a Apolo, protector de los puertos y de la navegación, Delfinio, que había llegado por mar desde Creta en forma de delfín. El culto era de origen cretense y podría haber estado en Mileto desde que la ciudad fue habitada por primera vez. El santuario también estaba asociado con el culto a Apolo en Dídima. El Delfinio era el origen de la Vía Sagrada, de unos 18 km de longitud, que iba de Mileto a Dídima. Por ella pasaba cada primavera, en el mes de Taureon, una procesión festiva al Didimaion de Dídima. La calzada conectaba así los dos santuarios dedicados a Apolo. Entre otras cosas, el Delfinio servía de lugar de encuentro antes del inicio de la procesión.

## Descripción
Estaba situado en el lado noreste del Ágora norte de Mileto, cerca del Puerto de los Leones. De sus primeras fases, anteriores a la destrucción de la ciudad en 494 a. C., solo se conservan un altar rectangular y varios circulares. Posiblemente se montaron en el lugar tras la destrucción de la ciudad.
En épocas posteriores, el santuario consistía en un témenos rectangular o zona de santuario. Construido en torno al 479 a. C., medía unos 30 × 45 m y estaba flanqueado por estoas, o salas con columnas, en los lados norte y sur. El patio abierto del santuario permitía reunir grandes multitudes antes de la procesión anual.
Hacia 340-320 a. C., el santuario se amplió hacia el este, aumentando el tamaño del patio hasta unos 61,3 × 51,6 m. Al mismo tiempo, fue flanqueado en los lados norte, este y sur por estoas de dos alas, de estilo dórico, con una profundidad de unos 10,1 m. En el lado oeste, el patio del santuario estaba delimitado por un muro con dos puertas. En el periodo helenístico posterior, se construyó también una stoa de una sola pared en el lado oeste, tras lo cual el santuario formó un patio peristilo completo. El patio contenía un altar y una exedra  semicircular para ofrendas votivas.
En época romana, a mediados del siglo I d. C., se construyó un monóptero (templo redondo) en el centro del santuario y un propileos (entrada monumental) en el lado oeste, que era de estilo corintio. Las estoas se convirtieron en estoas de una sola crujía y sus capitales también se convirtieron en capiteles corintios.
Se han encontrado numerosas inscripciones en las piedras del edificio. También sugieren que se utilizó como una especie de archivo de la ciudad.